# Viveiro (Muras)
Viveiro (llamada oficialmente Santa María do Viveiró)  es una parroquia española del municipio de Muras, en la provincia de Lugo, Galicia.

## Otras denominaciones
La parroquia también es conocida por los nombres de  Santa María de Viveirón, Santa María do Viveiro y Santa María do Viveirón.

## Organización territorial
La parroquia está formada por treinta y tres entidades de población, constando treinta y dos de ellas en el nomenclátor del Instituto Nacional de Estadística español:

### Entidades de población
Entidades de población que forman parte de la parroquia:
- Abidueira (A Abidueira)
- Abordo (O Aborbó)
- A Fonte
- O Cal
- Campos (Os Campos)
- Capón
- Chaos (Os Chaos)
- Corredoira (A Corredoira)
- Coruxos (Os Coruxos)
- Curro (O Curro)
- Forcós
- Fornelos
- Iglesia (A Igrexa)
- Pereiro (A Pereira) (O Pereiro)*
- Picheira (A Picheira)
- Pico (O Pico)
- Porromeo (O Porromeo)
- Restrebada (A Restrebada)
- Susana (A Susana)
- Xurrosa (Xurrosa e Licencia)

### Despoblados
Despoblados que forman parte de la parroquia:
- Astante
- Barreira (A Barreira)
- Campo da Cruz (O Campo da Cruz)
- Campo do Medio (O Campo do Medio)
- Casavella (A Casavella)
- Fra
- Licencia
- Manzoy (Manzoi)
- Porto de Cimas
- Porto do Rego
- Porxesta (Porxestas)
- Rebordelos (Os Rebordelos)
- Zanfaño

## Demografía
| Gráfica de evolución demográfica de Viveiro entre 2000 y 2020 |
|                                                               |
| Datos según el nomenclátor publicado por el INE.              |